# 馬爾卡拉 (塞古省)
13°40′26″N 6°4′30″W / 13.67389°N 6.07500°W

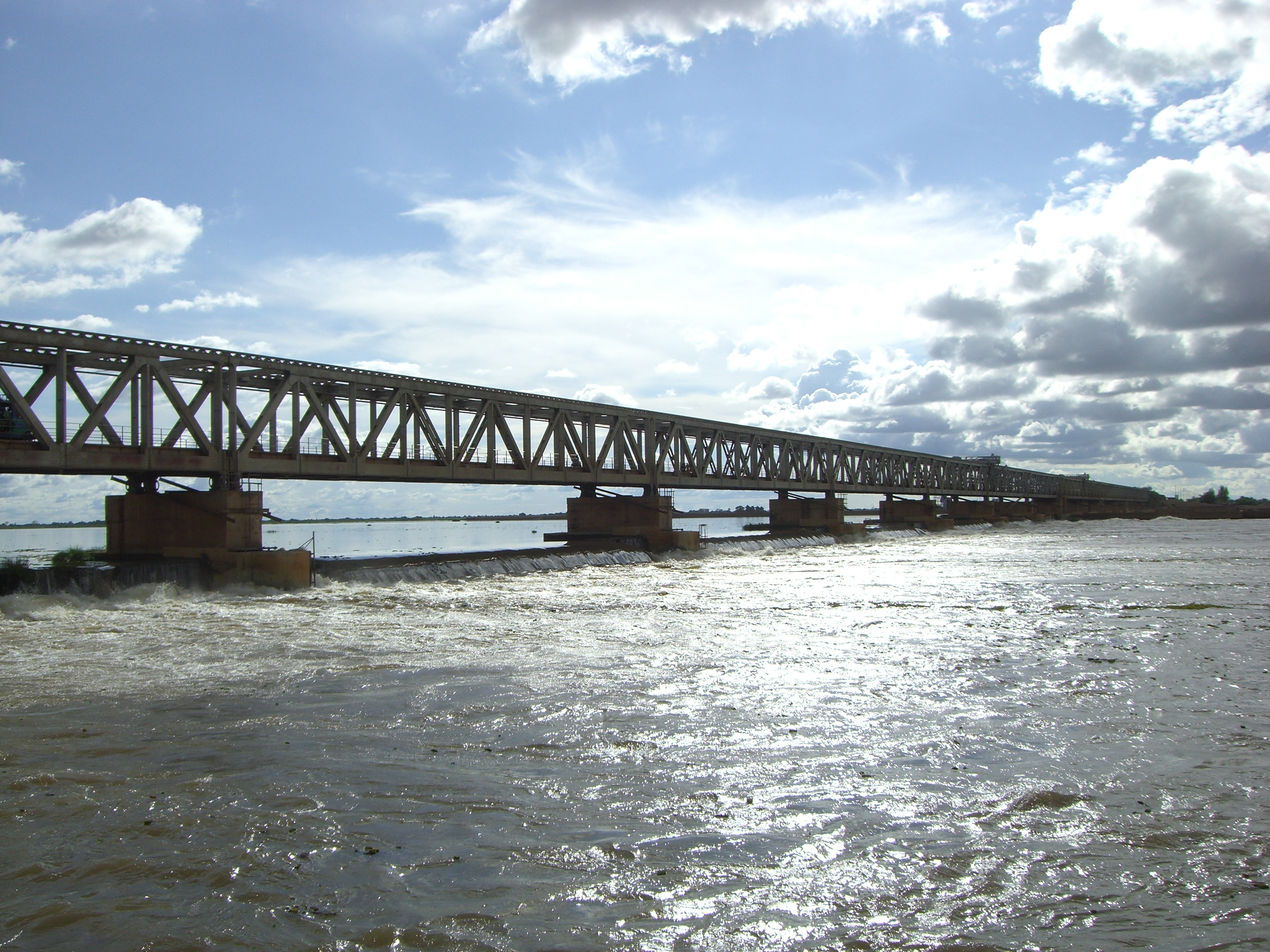
馬爾卡拉的水壩

馬爾卡拉（法語：Markala），是馬里的城鎮，位於該國西南部，由塞古區的塞古省負責管轄，距離塞古35公里，面積318平方公里，海拔高度283米，2009年人口45,961，人口密度每平方公里140人。

## 友好城市
- 法國 拉弗莱什